# Oakdale (Tennessee)
Pour les articles homonymes, voir Oakdale.
Oakdale est une municipalité américaine située dans le comté de Morgan au Tennessee.
Selon le recensement de 2010, Oakdale compte 212 habitants. La municipalité s'étend sur 0,85 mille carré (2,2 km2) dont 0,02 mille carré (0,05 km2) d'étendues d'eau.
La localité est fondée sur les terres d'Allen Honeycutt et Wylie Goldston, données au Cincinnati Southern Railroad. Elle porte le nom de Honeycutt jusqu'au début du XXe siècle, lorsqu'elle est renommée par Martha Jane Buttram Goans, receveuse des postes locales. Ce nouveau nom s'explique par les nombreux chênes (en anglais : oaks) du bourg ou provient d'une mine locale l'Oakdale Iron Works.